# Pacto nuclear entre os Estados Unidos e a Índia
O Pacto Nuclear entre os Estados Unidos e a Índia (U.S.–India Civil Nuclear Agreement) foi firmado entre o Presidente estadunidense, George W. Bush, e o Primeiro-ministro indiano Manmohan Singh em 2005, tendo sido assinado posteriormente por Condoleezza Rice e Pranab Mukherjee, em 2008.
O Pacto, aprovado pela Agência Internacional de Energia Atômica, tem por objetivo ampliar a cooperação no desenvolvimento da tecnologia nuclear entre os dois países. Na política externa, este é visto como um divisor de águas nas relações entre os dois países e, de certa maneira, introduziu novo conceito aos esforços pela não proliferação de armas nucleares. 